# 大甲溪

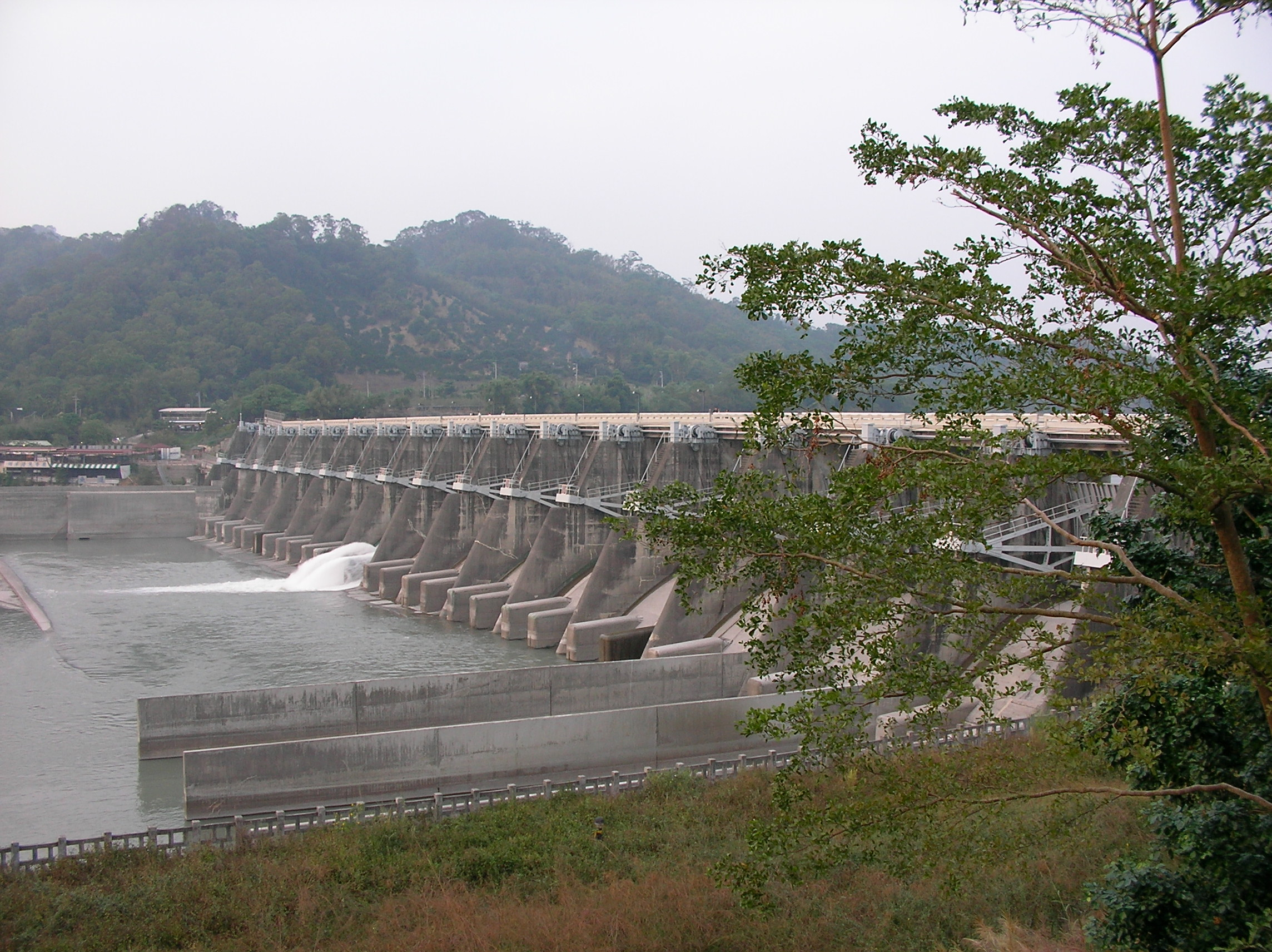
大甲溪下游的石岡水壩

大甲溪（泰雅語：Llyung Tmali）是台灣中部重要的河川，屬於中央管河川，主流上游最遠源流為發源於南湖大山東峰（標高3,632公尺）的南湖溪，流域主要分佈於台中市，並包括南投縣、宜蘭縣之一小部分。沿途匯流自發源於中央尖山北側的左股支流中央尖溪，發源於鈴鳴山北側的左股支流耳無溪，南湖溪流至730林道環山檢查哨附近與發源自南投縣仁愛鄉的左股大支流合歡溪匯合後，續流至台七甲線65.5公里處（清泉橋與太保久間）與右股另一大支流伊卡丸溪匯流後，始稱大甲溪。流經梨山、佳陽、德基、谷關、白冷、馬鞍等聚落，流入東勢區、新社區後，逐漸進入平地，後流經石岡區、豐原區、后里區、神岡區、外埔區、清水區、大甲區及大安區，最後注入台灣海峽。

## 歷史
大甲溪上游流域泰雅語稱為，為泰雅族人的先祖自原居地北港溪上游向北翻越分水嶺白狗（《台灣府志》稱福骨）之後向外擴散遷徙重要的據點。在大甲溪上游流域重要的泰雅聚落有（斯拉茂，日治時日文寫做「 Saramao」，有轉寫成「薩拉矛」、「沙拉茅」等，今梨山）、（松茂）、（佳陽）、（轉寫成「志佳陽」、「斯卡謠」等，今環山）、（給拉萬，今音轉為七家灣溪）等部落，稱斯拉茂群或薩拉茅群。隨後泰雅先祖遷徙到大甲溪谷尾端的邊緣與蘭陽溪的分水嶺思源埡口，家族中的一個家族，由此衍生了三個支系：往北遷徙的一支翻越雪山山脈（途經羅葉尾山、桃山、新達、大霸尖山等地），後來散布到桃園、新竹、苗栗、台北等地區，是為卡奧灣群；往東遷徙的一支翻越中央山脈南湖山群，後來散布到南澳等地區，是為南澳群；往東北遷徙的一支，散布到蘭陽溪流域各部落，是為溪頭群。在大甲溪最高源頭支流七家灣溪流域進行的考古調查，發現目前台灣已知高海拔文化中年代最早、海拔最高史前時代人類的七家灣遺址，有距今約四千年新石器時代中期到晚期的文化層，及距今約一千兩百年的文化層，出土遺物顯示七家灣遺址為台灣東部宜蘭、西部埔里之間的先民交通重要據點，證實先民在數千年前即穿越台灣脊梁山脈遷徙。
日治時臺灣總督府企圖進入大甲溪上游流域薩拉茅群領域，遭到當地泰雅族人激烈抵抗，1905年、1913年兩次征伐，仍無法完全征服薩拉矛群。1919年，造成全球至少2500萬人死亡的西班牙流感（H1N1型）流傳至台灣山區，大安溪流域的北勢群泰雅族人病死者不計其數。族人為取得首級以祭祖靈消除災難時常出草，造成日本理蕃的壓力。1920年1月，流感疫情深入薩拉茅群。7月，薩拉茅群與斯卡謠等泰雅部落聯合攻擊日警駐在所，爆發薩拉矛事件。
為加強監控大甲溪上游流域的泰雅族人，1920–1921年興建一條警備道路從蘭陽溪谷翻越思源埡口穿越大甲溪上游溪谷，沿線設立警官駐在所，日語稱為，有譯寫成埤亞南古道，戰後中橫宜蘭支線台七甲線即大致循此道修建。
1960年中橫公路完成以後，政府陸續安置許多參與興建工程的榮民在大甲溪上游流域沿岸部落落地生根，遷徙原居七家灣溪的泰雅族人至環山部落，並引進溫帶水果，開設福壽山農場與武陵農場等地進行墾植。

## 地理

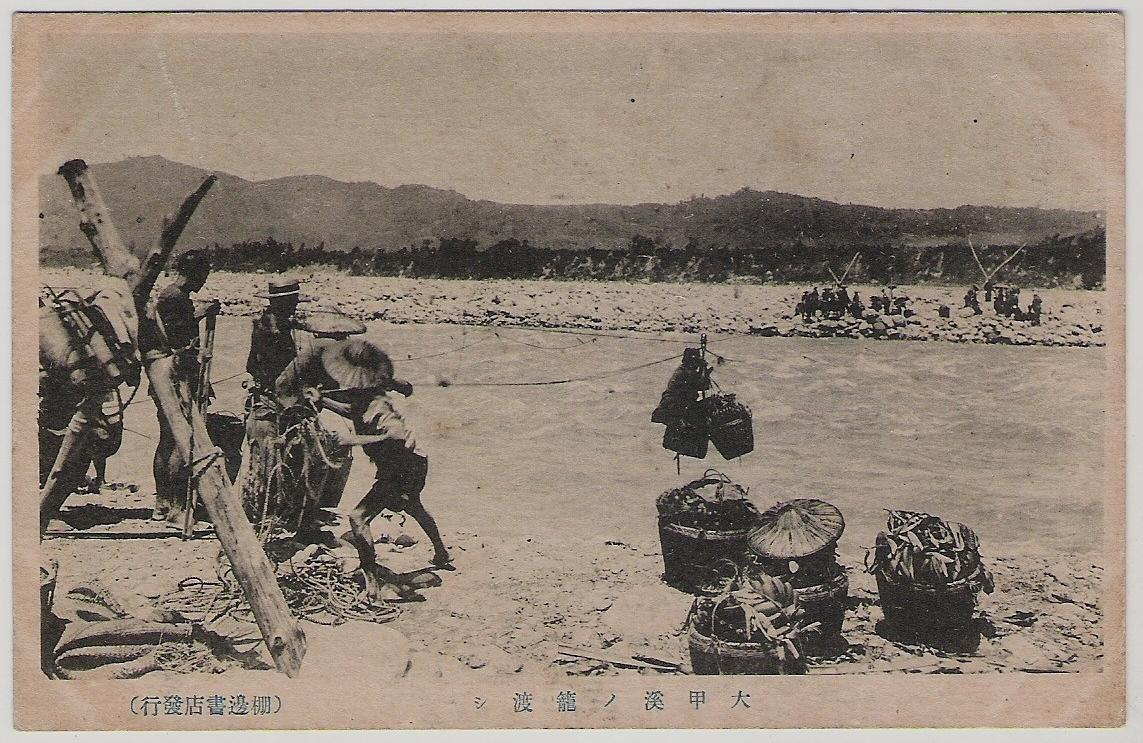
日治時期早期使用流籠渡過大甲溪

大甲溪主流長度共140公里，流域面積1235.73平方公里。上游受到蘭陽溪河川襲奪的影響而呈現河谷寬廣但水量小，自環山以下深切山脈形成峽谷。從達見到石岡不到60公里的流程，高低差約1200公尺，故有利於水力發電計畫的執行，其年平均流量約31立方公尺／秒，主要支流有七家灣溪、有勝溪、南湖溪、志樂溪、匹亞桑溪、小雪溪、鞍馬溪、馬崙溪、稍來溪、十文溪、東卯溪、橫流溪、麻竹坑溪及沙連河等。
大甲溪主流最遠源流的發源地位於海拔3632公尺的南湖東峰，河川坡度陡急，平均坡降為百分之二點六，因此富含豐富的水力資源，係台灣第四長河流，也是水力資源非常豐沛的河川。加上大甲溪河谷兩側又係堅硬的岩層，因此具有興建水壩的良好條件。由東至西，目前共建有德基水庫、青山壩、谷關壩、天輪壩、馬鞍壩、石岡壩等水庫與水壩，除了提供民生用水外，其水力發電功能在豐水期可達120萬千瓦，所以為大甲溪水資源利用之重心。
大甲溪源流海拔最高的支流為高山溪、七家灣溪，源發於海拔3886公尺的雪山，為國寶魚櫻花鉤吻鮭的家鄉。

## 水系主要河川

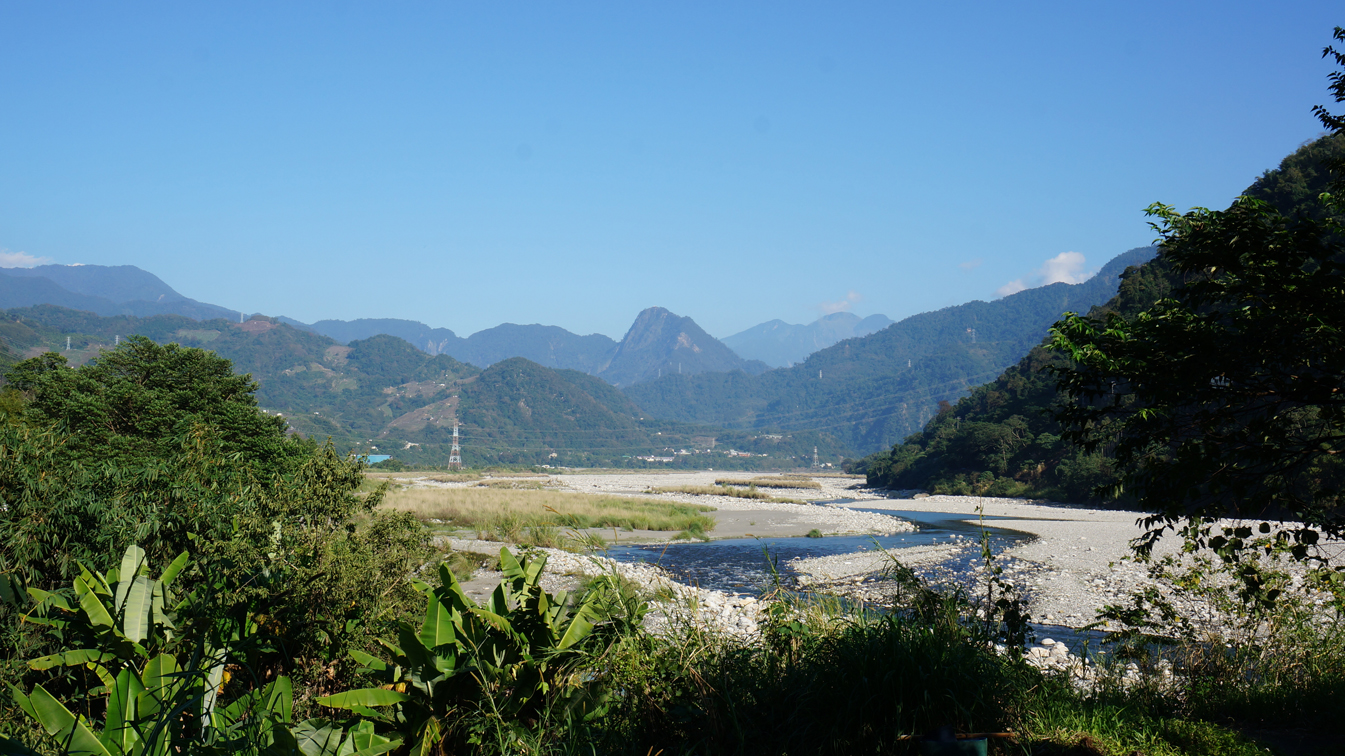
大甲溪天冷段

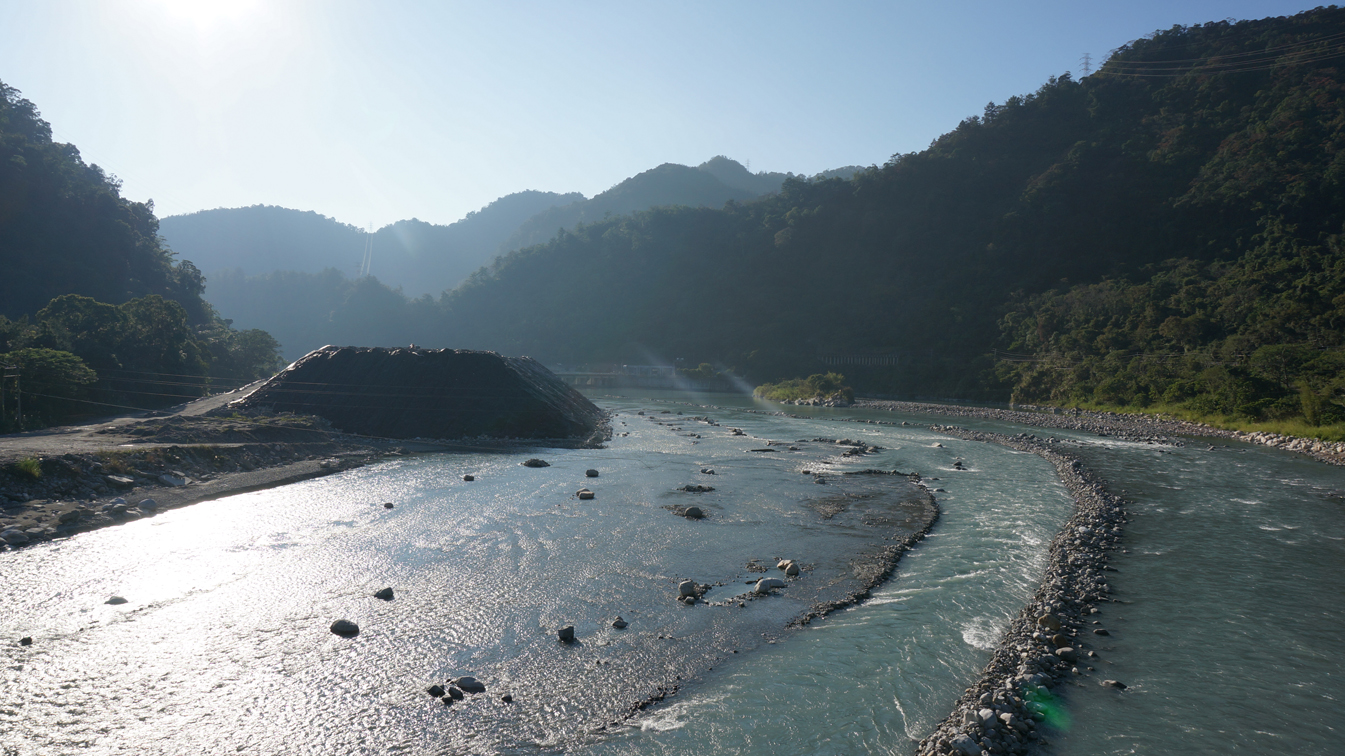
大甲溪上游

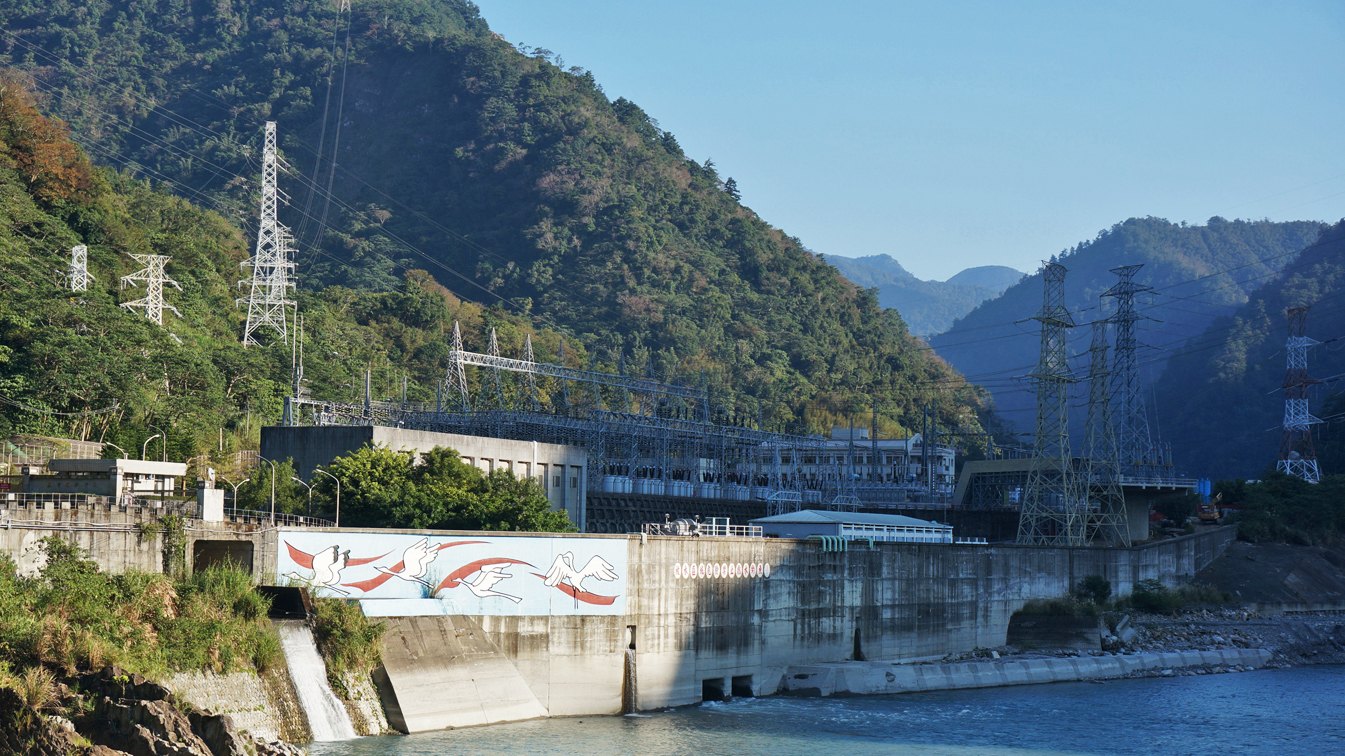
大甲溪發電廠天輪分廠

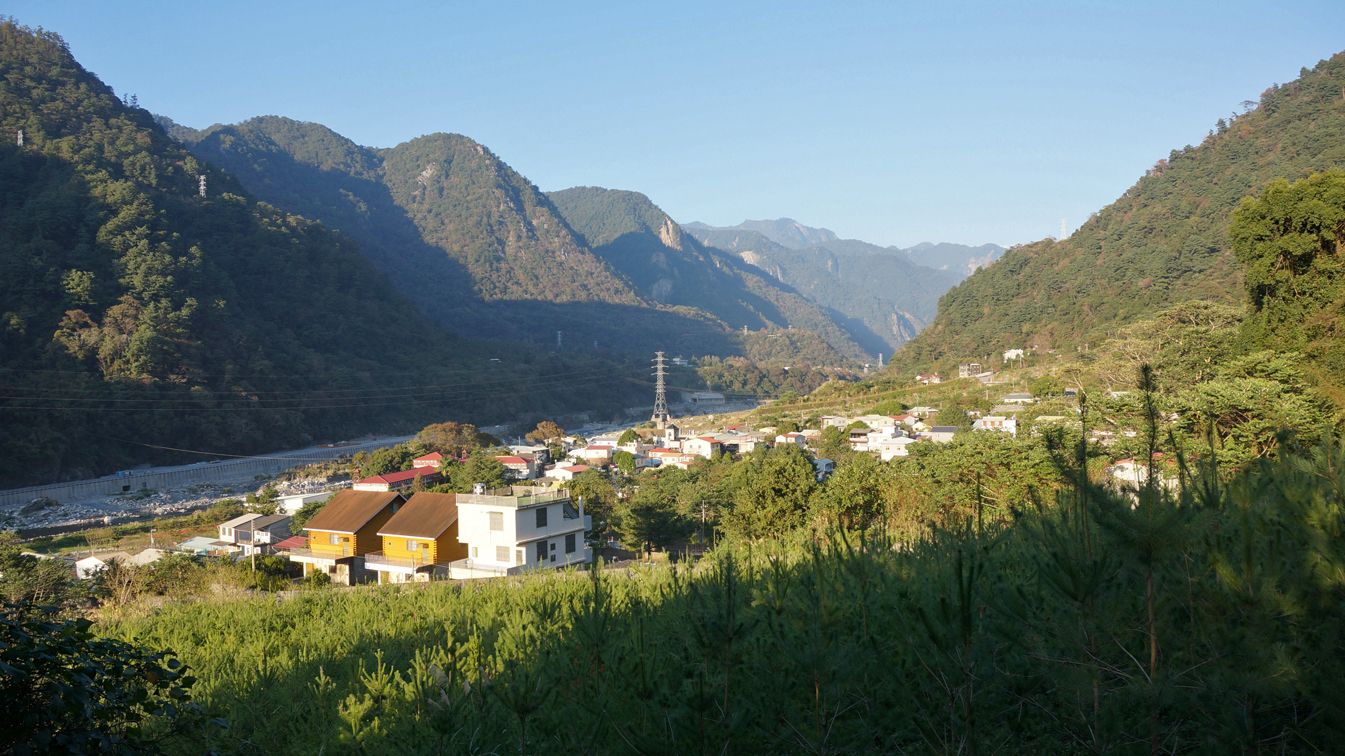
松鶴部落

以下由下游至源頭列出水系主要河川，其中粗體字為主流河道。
- 大甲溪
  - 舊莊溪：台中市清水區
  - 旱溝：台中市后里區
  - 食水嵙溪：台中市石岡區、新社區
  - 沙連河：台中市東勢區、和平區
    - 石角溪：台中市東勢區、和平區
    - 中嵙溪：台中市東勢區、和平區

  - 抽藤坑溪：台中市新社區
  - 麻竹坑溪：台中市新社區
  - 橫流溪：台中市和平區
  - 沙蓮溪：台中市和平區
  - 東卯溪：台中市和平區
  - 裡冷溪：台中市和平區
  - 佳保溪：台中市和平區
    - 十文溪：台中市和平區

  - 佳保溪：台中市和平區
  - 稍來溪：台中市和平區
  - 鞍馬溪：台中市和平區
  - 馬崙溪：台中市和平區
  - 小雪溪：台中市和平區
  - 石山溪：台中市和平區
  - 久良屏溪：台中市和平區
  - 匹亞桑溪：台中市和平區
  - 登仙溪：台中市和平區
  - 志樂溪：台中市和平區
  - 伊卡丸溪：台中市和平區、宜蘭縣大同鄉
    - 司界蘭溪：台中市和平區
    - 有勝溪：台中市和平區、宜蘭縣大同鄉
      - 蘭花溪：台中市和平區
      - 香菇溪：台中市和平區
      - 馬鰣溪：台中市和平區
      - 羅葉尾溪：宜蘭縣大同鄉

    - 七家灣溪：台中市和平區
      - 高山溪：台中市和平區
      - 桃山溪：台中市和平區
      - 池有溪：台中市和平區
      - 品田溪：台中市和平區

  - 南湖溪：台中市和平區、南投縣仁愛鄉
    - 合歡溪：台中市和平區、南投縣仁愛鄉
      - 碧綠溪：台中市和平區、南投縣仁愛鄉

    - 耳無溪：台中市和平區
      - 米米拉喜溪：台中市和平區

    - 中央尖溪：台中市和平區

## 主要壩堰及水力發電廠
由上至下依序有：
德基水庫→德基電廠→青山壩→青山電廠→谷關水庫→谷關電廠→天輪壩→天輪電廠→馬鞍壩→馬鞍電廠→石岡水壩

## 交通意外
- 1986年遊覽車谷關墜河事故，42死，台灣公路交通死亡歷代第一名。

## 危險水域
台灣的河川均具有河身短、坡度大、水流湍急、暗藏深潭暗流等特性，且各地短延時強降雨不定，更往往導致溪水暴漲，極短時間及造成洪峰流量十分龐大，逃生不易；故無絕對安全水域，多數應嚴禁涉險戲水：
- 太平區頭汴坑溪一江橋、蝙蝠洞、仙女瀑布、中埔三、四號橋下方；
- 烏日區烏溪、貓羅溪及大里溪；
- 大肚區大肚溪(高速公路橋下)；
- 大甲溪東勢大橋上、下游；
- 東勢區橫流溪、沙連溪觀瀛橋、大安溪大峽谷附近。；
- 新社區及東勢區龍安橋、天福橋等附近之大甲溪水域；
- 和平區、谷關到麗陽段、谷關神駒谷溪底、天輪電廠下方之大甲溪水域；
- 石岡水壩集水區及上、下游之大甲溪水域。
- 豐原區大甲溪水域(埤豐橋經大甲溪鐵橋至后豐大橋下游500公尺處)、軟埤仔溪(角潭路角潭橋起至豐原大道)、葫蘆墩圳(大甲溪取水口起至圓環北路)、八寶圳(大甲溪取水口起至三豐路)；
- 大安海水浴場水域。[6]

## 主要橋樑
以下由河口至源頭列出主流上之主要橋樑：

### 大甲溪河段
- 大甲溪橋（台61線）
- 大甲溪橋（台1線）
- 下大甲溪橋（ 臺鐵海線）
- 大甲溪橋（國道三號）
- 大甲溪橋（台灣高速鐵路）
- 新廣大橋（國道四號神岡交流道）
- 大甲溪橋（國道一號）
- 后豐大橋（台13線）
- 后豐東橋
- 大甲溪橋（ 臺鐵山線）
- 大甲溪鐵橋（后豐鐵馬道）
- 埤豐大橋
- 長庚大橋（中44-1線）
- 梅子鐵橋（東豐自行車綠廊）
- 東勢大橋（台3線）
- 龍安壩
- 天福大橋（台61線）
- 白鹿吊橋
- 天輪吊橋
- 永安吊橋
- 裡冷吊橋
- 裡冷橋（裡冷溪林道）
- 博愛橋（德芙蘭橋）
- 長青橋
- 篤銘橋
- 彩虹吊橋
- 青山橋
- 德基吊橋

### 南湖溪河段
- 清泉橋（730林道）

大甲溪的上游有著雪霸國家公園，使得溪中的水中生物甚為繁盛。其中最有名也讓很多學者去拜訪研究的魚種就是－－－櫻花鉤吻鮭。

## 題詠
- 大甲溪 （淸•阮蔡文）

崩山萬壑爭流潝，溪石團團馬蹄縶。

大者如鼓小如拳，溪面誰填遞疏密。

水挾沙流石動移，大石小石盪摩澀。

海風橫刮入溪寒，故縱溪流作鬐鬣。

水方沒脛已難行，水至攔腰命呼吸。

夏秋之間勢益狂，瀰漫五里無舟楫。

往來溺此不知誰，征魂夜夜溪旁泣。

山崩巖壑深復深，此中定有蛟龍蟄。

## 延伸閱讀
- 王執明，方力行，朱傚祖，余炳盛等/撰，《台灣土地故事》，台北市，大地地理，2000年4月初版。

## 外部連結
- （繁體中文）讓我們看河去(重要河川)-- 大甲溪-經濟部水利署